# فهرست خورشیدگرفتگی‌های سده ۳ (میلادی)
این فهرست شامل خورشیدگرفتگی‌های سدهٔ سوم پس از میلاد است که در طی دورهٔ سال ۲۰۱ میلادی تا ۳۰۰ میلادی روی داده‌اند. در این دوره، ۲۲۷ خورشیدگرفتگی رخ داد که ۷۹ مورد آن خورشیدگرفتگی جزئی، ۷۴ مورد خورشیدگرفتگی حلقه‌ای، ۶۹ خورشیدگرفتگی کامل و ۵ مورد نیز از نوع خورشیدگرفتگی مرکب بود.
| تاریخ          | زمان بزرگ‌ترین گرفت | چرخهٔ ساروس | نوع    | قدر    | مدت زمان            | مکان                                            | مسیر گرفتگی            | ناحیهٔ جغرافیایی | منبع(ها) |
| -------------- | ------------------ | ---------- | ------ | ------ | ------------------- | ----------------------------------------------- | ---------------------- | --------------- | -------- |
| ۲۲ مارس ۲۰۱    | ۰۱:۵۱:۴۱           | ۸۱         | کامل   | ۱٫۰۵۷۸ | ۰۴ دقیقه و ۳۵ ثانیه | ۲۲°۱۸′شمالی ۱۷۶°۴۲′شرقی / ۲۲٫۳°شمالی ۱۷۶٫۷°شرقی | ۲۰۹ کیلومتر (۱۳۰ مایل) |                 | [ ۱ ]    |
| ۱۵ سپتامبر ۲۰۱ | ۰۳:۱۴:۴۰           | ۸۶         | حلقه‌ای | ۰٫۹۲۸۶ | ۰۸ دقیقه و ۰۱ ثانیه | ۱۹°۳۶′جنوبی ۱۵۲°۳۶′شرقی / ۱۹٫۶°جنوبی ۱۵۲٫۶°شرقی | ۲۹۵ کیلومتر (۱۸۳ مایل) |                 | [ ۱ ]    |
| ۱۰ فوریه ۲۰۲   | ۰۹:۱۵:۰۷           | ۵۳         | جزئی   | ۰٫۰۹۲۸ | —                   | ۶۱°۵۴′جنوبی ۱۵۹°۳۶′غربی / ۶۱٫۹°جنوبی ۱۵۹٫۶°غربی | —                      |                 | [ ۱ ]    |
| ۱۱ مارس ۲۰۲    | ۱۸:۳۰:۵۳           | ۹۱         | جزئی   | ۰٫۷۶۸۸ | —                   | ۶۰°۵۴′شمالی ۱۴۲°۰۰′غربی / ۶۰٫۹°شمالی ۱۴۲٫۰°غربی | —                      |                 | [ ۱ ]    |
| ۴ سپتامبر ۲۰۲  | ۰۳:۴۶:۲۲           | ۹۶         | جزئی   | ۰٫۷۱۲۳ | —                   | ۶۱°۰۰′جنوبی ۸۳°۱۲′شرقی / ۶۱٫۰°جنوبی ۸۳٫۲°شرقی   | —                      |                 | [ ۱ ]    |
| ۳۰ ژانویه ۲۰۳  | ۲۰:۵۹:۵۸           | ۶۳         | حلقه‌ای | ۰٫۹۷۴۲ | ۰۱ دقیقه و ۴۷ ثانیه | ۶۶°۰۰′جنوبی ۴۵°۲۴′غربی / ۶۶٫۰°جنوبی ۴۵٫۴°غربی   | ۱۷۲ کیلومتر (۱۰۷ مایل) |                 | [ ۱ ]    |
| ۲۶ ژوئیه ۲۰۳   | ۰۰:۴۴:۳۷           | ۶۸         | کامل   | ۱٫۰۳۵۵ | ۰۲ دقیقه و ۰۹ ثانیه | ۷۰°۱۸′شمالی ۱۰۲°۳۶′غربی / ۷۰٫۳°شمالی ۱۰۲٫۶°غربی | ۲۲۹ کیلومتر (۱۴۲ مایل) |                 | [ ۱ ]    |
| ۲۰ ژانویه ۲۰۴  | ۰۱:۲۲:۳۱           | ۷۳         | حلقه‌ای | ۰٫۹۳۲۴ | ۰۷ دقیقه و ۵۱ ثانیه | ۲۹°۰۰′جنوبی ۱۵۸°۱۲′غربی / ۲۹٫۰°جنوبی ۱۵۸٫۲°غربی | ۲۵۶ کیلومتر (۱۵۹ مایل) |                 | [ ۱ ]    |
| ۱۴ ژوئیه ۲۰۴   | ۱۶:۵۱:۴۷           | ۷۸         | کامل   | ۱٫۰۷۷۴ | ۰۶ دقیقه و ۲۷ ثانیه | ۲۷°۳۶′شمالی ۳۵°۱۲′غربی / ۲۷٫۶°شمالی ۳۵٫۲°غربی   | ۲۵۲ کیلومتر (۱۵۷ مایل) |                 | [ ۱ ]    |
| ۸ ژانویه ۲۰۵   | ۰۰:۴۰:۳۱           | ۸۳         | حلقه‌ای | ۰٫۹۱۹۶ | ۱۱ دقیقه و ۰۹ ثانیه | ۹°۲۴′شمالی ۱۵۹°۰۰′غربی / ۹٫۴°شمالی ۱۵۹٫۰°غربی   | ۳۵۹ کیلومتر (۲۲۳ مایل) |                 | [ ۱ ]    |
| ۴ ژوئیه ۲۰۵    | ۰۹:۴۴:۱۶           | ۸۸         | کامل   | ۱٫۰۵۷۰ | ۰۵ دقیقه و ۲۳ ثانیه | ۱۶°۴۲′جنوبی ۶۲°۴۲′شرقی / ۱۶٫۷°جنوبی ۶۲٫۷°شرقی   | ۲۴۶ کیلومتر (۱۵۳ مایل) |                 | [ ۱ ]    |
| ۲۸ دسامبر ۲۰۵  | ۰۲:۲۱:۲۸           | ۹۳         | جزئی   | ۰٫۶۲۶۱ | —                   | ۶۵°۰۶′شمالی ۱۶۱°۱۲′شرقی / ۶۵٫۱°شمالی ۱۶۱٫۲°شرقی | —                      |                 | [ ۱ ]    |
| ۲۵ مه ۲۰۶      | ۱۱:۳۲:۴۵           | ۶۰         | جزئی   | ۰٫۵۵۵۵ | —                   | ۶۸°۲۴′شمالی ۱۲۳°۰۶′غربی / ۶۸٫۴°شمالی ۱۲۳٫۱°غربی | —                      |                 | [ ۱ ]    |
| ۲۳ ژوئیه ۲۰۶   | ۲۲:۴۴:۵۰           | ۹۸         | جزئی   | ۰٫۱۵۶۰ | —                   | ۶۵°۴۲′جنوبی ۱۳۹°۴۸′غربی / ۶۵٫۷°جنوبی ۱۳۹٫۸°غربی | —                      |                 | [ ۱ ]    |
| ۱۷ نوامبر ۲۰۶  | ۲۳:۲۳:۱۹           | ۶۵         | کامل   | ۱٫۰۲۱۸ | ۰۱ دقیقه و ۱۲ ثانیه | ۸۲°۰۰′جنوبی ۱۲۸°۲۴′شرقی / ۸۲٫۰°جنوبی ۱۲۸٫۴°شرقی | ۲۳۳ کیلومتر (۱۴۵ مایل) |                 | [ ۱ ]    |
| ۱۴ مه ۲۰۷      | ۱۴:۱۷:۵۳           | ۷۰         | حلقه‌ای | ۰٫۹۴۷۶ | ۰۵ دقیقه و ۲۲ ثانیه | ۴۸°۰۶′شمالی ۷°۴۲′غربی / ۴۸٫۱°شمالی ۷٫۷°غربی     | ۲۲۳ کیلومتر (۱۳۹ مایل) |                 | [ ۱ ]    |
| ۷ نوامبر ۲۰۷   | ۱۵:۰۱:۰۹           | ۷۵         | کامل   | ۱٫۰۴۶۰ | ۰۳ دقیقه و ۵۵ ثانیه | ۳۱°۵۴′جنوبی ۱۶°۴۸′غربی / ۳۱٫۹°جنوبی ۱۶٫۸°غربی   | ۱۵۹ کیلومتر (۹۹ مایل)  |                 | [ ۱ ]    |
| ۲ مه ۲۰۸       | ۱۵:۰۳:۱۳           | ۸۰         | حلقه‌ای | ۰٫۹۵۹۳ | ۰۵ دقیقه و ۱۷ ثانیه | ۰°۲۴′شمالی ۸°۲۴′غربی / ۰٫۴°شمالی ۸٫۴°غربی       | ۱۵۳ کیلومتر (۹۵ مایل)  |                 | [ ۱ ]    |
| ۲۷ اکتبر ۲۰۸   | ۰۵:۲۳:۵۵           | ۸۵         | مرکب   | ۱٫۰۱۰۳ | ۰۱ دقیقه و ۰۳ ثانیه | ۱۱°۱۲′شمالی ۱۳۷°۰۶′شرقی / ۱۱٫۲°شمالی ۱۳۷٫۱°شرقی | ۳۹ کیلومتر (۲۴ مایل)   |                 | [ ۱ ]    |
| ۲۱ آوریل ۲۰۹   | ۲۰:۵۵:۵۳           | ۹۰         | جزئی   | ۰٫۹۷۹۴ | —                   | ۷۱°۰۰′جنوبی ۴۶°۲۴′غربی / ۷۱٫۰°جنوبی ۴۶٫۴°غربی   | —                      |                 | [ ۱ ]    |
| ۱۶ اکتبر ۲۰۹   | ۱۴:۱۰:۲۷           | ۹۵         | جزئی   | ۰٫۶۷۰۵ | —                   | ۷۱°۱۸′شمالی ۶۱°۴۸′شرقی / ۷۱٫۳°شمالی ۶۱٫۸°شرقی   | —                      |                 | [ ۱ ]    |
| ۱۳ مارس ۲۱۰    | ۰۱:۴۰:۴۸           | ۶۲         | کامل   | ۱٫۰۵۳۶ | ۰۳ دقیقه و ۳۸ ثانیه | ۵۵°۳۰′شمالی ۱۶۴°۱۲′شرقی / ۵۵٫۵°شمالی ۱۶۴٫۲°شرقی | ۳۹۰ کیلومتر (۲۴۰ مایل) |                 | [ ۱ ]    |
| ۵ سپتامبر ۲۱۰  | ۲۲:۱۱:۰۴           | ۶۷         | جزئی   | ۰٫۸۲۷۴ | —                   | ۷۱°۳۶′جنوبی ۱۷۴°۲۴′شرقی / ۷۱٫۶°جنوبی ۱۷۴٫۴°شرقی | —                      |                 | [ ۱ ]    |
| ۲ مارس ۲۱۱     | ۱۸:۱۱:۳۸           | ۷۲         | کامل   | ۱٫۰۵۲۱ | ۰۴ دقیقه و ۵۱ ثانیه | ۳°۰۶′شمالی ۵۷°۰۶′غربی / ۳٫۱°شمالی ۵۷٫۱°غربی     | ۱۷۶ کیلومتر (۱۰۹ مایل) |                 | [ ۱ ]    |
| ۲۶ اوت ۲۱۱     | ۰۰:۰۶:۱۸           | ۷۷         | حلقه‌ای | ۰٫۹۶۷۹ | ۰۳ دقیقه و ۵۱ ثانیه | ۷°۰۰′جنوبی ۱۵۰°۵۴′غربی / ۷٫۰°جنوبی ۱۵۰٫۹°غربی   | ۱۲۲ کیلومتر (۷۶ مایل)  |                 | [ ۱ ]    |
| ۲۰ فوریه ۲۱۲   | ۰۷:۲۸:۵۲           | ۸۲         | حلقه‌ای | ۰٫۹۹۷۸ | ۰۰ دقیقه و ۱۱ ثانیه | ۴۳°۱۲′جنوبی ۱۱۸°۳۶′شرقی / ۴۳٫۲°جنوبی ۱۱۸٫۶°شرقی | ۹ کیلومتر (۵٫۶ مایل)   |                 | [ ۱ ]    |
| ۱۴ اوت ۲۱۲     | ۰۹:۱۰:۰۹           | ۸۷         | کامل   | ۱٫۰۲۵۵ | ۰۲ دقیقه و ۱۲ ثانیه | ۳۹°۵۴′شمالی ۸۵°۴۲′شرقی / ۳۹٫۹°شمالی ۸۵٫۷°شرقی   | ۹۶ کیلومتر (۶۰ مایل)   |                 | [ ۱ ]    |
| ۸ فوریه ۲۱۳    | ۱۳:۴۸:۲۵           | ۹۲         | جزئی   | ۰٫۴۲۱۵ | —                   | ۷۰°۱۸′جنوبی ۱۵۱°۰۰′شرقی / ۷۰٫۳°جنوبی ۱۵۱٫۰°شرقی | —                      |                 | [ ۱ ]    |
| ۵ ژوئیه ۲۱۳    | ۱۷:۱۲:۳۵           | ۵۹         | جزئی   | ۰٫۲۸۰۱ | —                   | ۶۶°۵۴′جنوبی ۴۲°۰۰′غربی / ۶۶٫۹°جنوبی ۴۲٫۰°غربی   | —                      |                 | [ ۱ ]    |
| ۴ اوت ۲۱۳      | ۰۰:۱۸:۲۵           | ۹۷         | جزئی   | ۰٫۷۶۲۵ | —                   | ۶۹°۳۰′شمالی ۱°۰۶′شرقی / ۶۹٫۵°شمالی ۱٫۱°شرقی     | —                      |                 | [ ۱ ]    |
| ۲۹ دسامبر ۲۱۳  | ۱۹:۱۶:۲۵           | ۶۴         | حلقه‌ای | ۰٫۹۴۳۶ | —                   | ۶۶°۳۰′شمالی ۶۷°۰۰′غربی / ۶۶٫۵°شمالی ۶۷٫۰°غربی   | —                      |                 | [ ۱ ]    |
| ۲۵ ژوئیه ۲۱۴   | ۰۹:۳۰:۴۱           | ۶۹         | کامل   | ۱٫۰۴۴۸ | ۰۴ دقیقه و ۲۳ ثانیه | ۱۹°۱۲′جنوبی ۷۵°۳۶′شرقی / ۱۹٫۲°جنوبی ۷۵٫۶°شرقی   | ۲۰۳ کیلومتر (۱۲۶ مایل) |                 | [ ۱ ]    |
| ۱۸ دسامبر ۲۱۴  | ۲۲:۴۶:۰۴           | ۷۴         | حلقه‌ای | ۰٫۹۶۹۶ | ۰۳ دقیقه و ۴۱ ثانیه | ۷°۳۶′جنوبی ۱۲۴°۰۰′غربی / ۷٫۶°جنوبی ۱۲۴٫۰°غربی   | ۱۱۴ کیلومتر (۷۱ مایل)  |                 | [ ۱ ]    |
| ۱۴ ژوئیه ۲۱۵   | ۲۰:۴۵:۲۲           | ۷۹         | حلقه‌ای | ۰٫۹۹۴۶ | ۰۰ دقیقه و ۳۴ ثانیه | ۲۸°۳۰′شمالی ۹۸°۰۶′غربی / ۲۸٫۵°شمالی ۹۸٫۱°غربی   | ۱۹ کیلومتر (۱۲ مایل)   |                 | [ ۱ ]    |
| ۸ دسامبر ۲۱۵   | ۰۹:۳۱:۵۵           | ۸۴         | کامل   | ۱٫۰۲۲۰ | ۰۱ دقیقه و ۴۶ ثانیه | ۴۷°۱۸′جنوبی ۶۴°۰۰′شرقی / ۴۷٫۳°جنوبی ۶۴٫۰°شرقی   | ۸۳ کیلومتر (۵۲ مایل)   |                 | [ ۱ ]    |
| ۳ ژوئیه ۲۱۶    | ۰۰:۴۸:۲۲           | ۸۹         | حلقه‌ای | ۰٫۹۴۶۴ | ۰۳ دقیقه و ۴۸ ثانیه | ۷۶°۳۰′شمالی ۱۳۷°۱۸′شرقی / ۷۶٫۵°شمالی ۱۳۷٫۳°شرقی | ۴۲۶ کیلومتر (۲۶۵ مایل) |                 | [ ۱ ]    |
| ۲۷ نوامبر ۲۱۶  | ۰۰:۴۲:۳۰           | ۹۴         | جزئی   | ۰٫۸۸۲۳ | —                   | ۶۳°۳۶′جنوبی ۶۰°۳۶′شرقی / ۶۳٫۶°جنوبی ۶۰٫۶°شرقی   | —                      |                 | [ ۱ ]    |
| ۲۳ آوریل ۲۱۷   | ۱۱:۳۰:۲۶           | ۶۱         | جزئی   | ۰٫۶۴۷۲ | —                   | ۶۱°۳۰′جنوبی ۱۰۸°۰۰′شرقی / ۶۱٫۵°جنوبی ۱۰۸٫۰°شرقی | —                      |                 | [ ۱ ]    |
| ۱۸ اکتبر ۲۱۷   | ۰۳:۲۳:۲۲           | ۶۶         | حلقه‌ای | ۰٫۹۸۳۳ | ۰۱ دقیقه و ۱۰ ثانیه | ۵۷°۵۴′شمالی ۱۴۰°۲۴′غربی / ۵۷٫۹°شمالی ۱۴۰٫۴°غربی | ۴۲۵ کیلومتر (۲۶۴ مایل) |                 | [ ۱ ]    |
| ۱۲ آوریل ۲۱۸   | ۱۹:۲۲:۴۲           | ۷۱         | کامل   | ۱٫۰۱۹۵ | ۰۱ دقیقه و ۴۹ ثانیه | ۱۱°۱۲′جنوبی ۶۵°۱۲′غربی / ۱۱٫۲°جنوبی ۶۵٫۲°غربی   | ۷۱ کیلومتر (۴۴ مایل)   |                 | [ ۱ ]    |
| ۷ اکتبر ۲۱۸    | ۱۰:۰۸:۵۶           | ۷۶         | حلقه‌ای | ۰٫۹۴۶۵ | ۰۵ دقیقه و ۵۱ ثانیه | ۱۰°۱۲′شمالی ۶۸°۴۲′شرقی / ۱۰٫۲°شمالی ۶۸٫۷°شرقی   | ۲۰۵ کیلومتر (۱۲۷ مایل) |                 | [ ۱ ]    |
| ۲ آوریل ۲۱۹    | ۰۹:۴۰:۵۵           | ۸۱         | کامل   | ۱٫۰۶۲۹ | ۰۴ دقیقه و ۵۶ ثانیه | ۲۳°۴۲′شمالی ۵۹°۱۸′شرقی / ۲۳٫۷°شمالی ۵۹٫۳°شرقی   | ۲۲۱ کیلومتر (۱۳۷ مایل) |                 | [ ۱ ]    |
| ۲۶ سپتامبر ۲۱۹ | ۱۰:۳۶:۵۴           | ۸۶         | حلقه‌ای | ۰٫۹۲۵۹ | ۰۸ دقیقه و ۱۳ ثانیه | ۲۱°۴۲′جنوبی ۴۱°۲۴′شرقی / ۲۱٫۷°جنوبی ۴۱٫۴°شرقی   | ۳۰۱ کیلومتر (۱۸۷ مایل) |                 | [ ۱ ]    |
| ۲۱ فوریه ۲۲۰   | ۱۷:۳۰:۴۶           | ۵۳         | جزئی   | ۰٫۰۳۳۸ | —                   | ۶۱°۲۴′جنوبی ۶۶°۵۴′شرقی / ۶۱٫۴°جنوبی ۶۶٫۹°شرقی   | —                      |                 | [ ۱ ]    |
| ۲۲ مارس ۲۲۰    | ۰۲:۲۹:۲۵           | ۹۱         | جزئی   | ۰٫۸۵۴۳ | —                   | ۶۰°۴۸′شمالی ۸۸°۵۴′شرقی / ۶۰٫۸°شمالی ۸۸٫۹°شرقی   | —                      |                 | [ ۱ ]    |
| ۱۴ سپتامبر ۲۲۰ | ۱۱:۱۳:۱۰           | ۹۶         | جزئی   | ۰٫۷۸۹۰ | —                   | ۶۰°۴۲′جنوبی ۳۷°۵۴′غربی / ۶۰٫۷°جنوبی ۳۷٫۹°غربی   | —                      |                 | [ ۱ ]    |
| ۱۰ فوریه ۲۲۱   | ۰۵:۰۲:۰۶           | ۶۳         | حلقه‌ای | ۰٫۹۷۳۱ | ۰۱ دقیقه و ۵۲ ثانیه | ۶۳°۱۲′جنوبی ۱۶۲°۴۲′غربی / ۶۳٫۲°جنوبی ۱۶۲٫۷°غربی | ۱۹۶ کیلومتر (۱۲۲ مایل) |                 | [ ۱ ]    |
| ۵ اوت ۲۲۱      | ۰۸:۱۸:۵۷           | ۶۸         | کامل   | ۱٫۰۳۳۹ | ۰۱ دقیقه و ۵۸ ثانیه | ۶۸°۴۸′شمالی ۱۵۹°۰۰′شرقی / ۶۸٫۸°شمالی ۱۵۹٫۰°شرقی | ۲۷۶ کیلومتر (۱۷۱ مایل) |                 | [ ۱ ]    |
| ۳۰ ژانویه ۲۲۲  | ۰۹:۰۹:۲۹           | ۷۳         | حلقه‌ای | ۰٫۹۳۳۱ | ۰۷ دقیقه و ۳۷ ثانیه | ۲۷°۱۸′جنوبی ۸۶°۰۰′شرقی / ۲۷٫۳°جنوبی ۸۶٫۰°شرقی   | ۲۵۴ کیلومتر (۱۵۸ مایل) |                 | [ ۱ ]    |
| ۲۶ ژوئیه ۲۲۲   | ۰۰:۳۰:۲۶           | ۷۸         | کامل   | ۱٫۰۷۵۴ | ۰۶ دقیقه و ۰۶ ثانیه | ۲۹°۰۰′شمالی ۱۴۸°۳۰′غربی / ۲۹٫۰°شمالی ۱۴۸٫۵°غربی | ۲۴۸ کیلومتر (۱۵۴ مایل) |                 | [ ۱ ]    |
| ۱۹ ژانویه ۲۲۳  | ۰۸:۲۹:۵۸           | ۸۳         | حلقه‌ای | ۰٫۹۲۲۶ | ۱۰ دقیقه و ۲۱ ثانیه | ۹°۳۶′شمالی ۸۱°۴۸′شرقی / ۹٫۶°شمالی ۸۱٫۸°شرقی     | ۳۳۹ کیلومتر (۲۱۱ مایل) |                 | [ ۱ ]    |
| ۱۵ ژوئیه ۲۲۳   | ۱۷:۱۰:۱۳           | ۸۸         | کامل   | ۱٫۰۵۳۶ | ۰۵ دقیقه و ۰۵ ثانیه | ۱۲°۳۰′جنوبی ۵۰°۴۲′غربی / ۱۲٫۵°جنوبی ۵۰٫۷°غربی   | ۲۱۶ کیلومتر (۱۳۴ مایل) |                 | [ ۱ ]    |
| ۸ ژانویه ۲۲۴   | ۱۰:۳۶:۱۲           | ۹۳         | جزئی   | ۰٫۶۴۵۰ | —                   | ۶۴°۰۶′شمالی ۲۷°۰۰′شرقی / ۶۴٫۱°شمالی ۲۷٫۰°شرقی   | —                      |                 | [ ۱ ]    |
| ۴ ژوئیه ۲۲۴    | ۱۸:۱۲:۳۲           | ۶۰         | جزئی   | ۰٫۴۰۳۷ | —                   | ۶۷°۲۴′شمالی ۱۲۵°۰۶′شرقی / ۶۷٫۴°شمالی ۱۲۵٫۱°شرقی | —                      |                 | [ ۱ ]    |
| ۴ ژوئیه ۲۲۴    | ۰۵:۴۲:۳۱           | ۹۸         | جزئی   | ۰٫۲۸۵۱ | —                   | ۶۴°۴۸′جنوبی ۱۰۵°۰۰′شرقی / ۶۴٫۸°جنوبی ۱۰۵٫۰°شرقی | —                      |                 | [ ۱ ]    |
| ۲۸ نوامبر ۲۲۴  | ۰۸:۱۳:۲۹           | ۶۵         | کامل   | ۱٫۰۲۳۰ | ۰۱ دقیقه و ۱۵ ثانیه | ۸۵°۰۶′جنوبی ۳۵°۰۶′غربی / ۸۵٫۱°جنوبی ۳۵٫۱°غربی   | ۲۴۴ کیلومتر (۱۵۲ مایل) |                 | [ ۱ ]    |
| ۲۴ مه ۲۲۵      | ۲۰:۳۹:۳۱           | ۷۰         | حلقه‌ای | ۰٫۹۴۶۸ | ۰۵ دقیقه و ۰۲ ثانیه | ۵۶°۴۸′شمالی ۱۰۳°۰۰′غربی / ۵۶٫۸°شمالی ۱۰۳٫۰°غربی | ۲۴۳ کیلومتر (۱۵۱ مایل) |                 | [ ۱ ]    |
| ۱۷ نوامبر ۲۲۵  | ۲۳:۵۱:۰۸           | ۷۵         | کامل   | ۱٫۰۴۴۰ | ۰۳ دقیقه و ۴۳ ثانیه | ۳۵°۲۴′جنوبی ۱۴۸°۳۶′غربی / ۳۵٫۴°جنوبی ۱۴۸٫۶°غربی | ۱۵۳ کیلومتر (۹۵ مایل)  |                 | [ ۱ ]    |
| ۱۳ مه ۲۲۶      | ۲۱:۳۷:۰۷           | ۸۰         | حلقه‌ای | ۰٫۹۶۳۱ | ۰۴ دقیقه و ۴۷ ثانیه | ۸°۰۶′شمالی ۱۰۹°۲۴′غربی / ۸٫۱°شمالی ۱۰۹٫۴°غربی   | ۱۳۶ کیلومتر (۸۵ مایل)  |                 | [ ۱ ]    |
| ۷ نوامبر ۲۲۶   | ۱۳:۵۸:۰۹           | ۸۵         | مرکب   | ۱٫۰۰۵۸ | ۰۰ دقیقه و ۳۷ ثانیه | ۷°۳۰′شمالی ۶°۴۲′شرقی / ۷٫۵°شمالی ۶٫۷°شرقی       | ۲۲ کیلومتر (۱۴ مایل)   |                 | [ ۱ ]    |
| ۳ مه ۲۲۷       | ۰۴:۰۲:۱۴           | ۹۰         | مرکب   | ۱٫۰۰۱۱ | ۰۰ دقیقه و ۰۵ ثانیه | ۵۱°۵۴′جنوبی ۱۷۲°۱۲′شرقی / ۵۱٫۹°جنوبی ۱۷۲٫۲°شرقی | ۱۰ کیلومتر (۶٫۲ مایل)  |                 | [ ۱ ]    |
| ۲۷ اکتبر ۲۲۷   | ۲۲:۱۵:۱۷           | ۹۵         | جزئی   | ۰٫۶۸۸۱ | —                   | ۷۰°۴۲′شمالی ۷۳°۳۶′غربی / ۷۰٫۷°شمالی ۷۳٫۶°غربی   | —                      |                 | [ ۱ ]    |
| ۲۳ مارس ۲۲۸    | ۰۹:۳۸:۴۶           | ۶۲         | کامل   | ۱٫۰۵۵۷ | ۰۳ دقیقه و ۲۷ ثانیه | ۶۴°۰۰′شمالی ۳۰°۱۸′شرقی / ۶۴٫۰°شمالی ۳۰٫۳°شرقی   | ۵۲۹ کیلومتر (۳۲۹ مایل) |                 | [ ۱ ]    |
| ۱۶ سپتامبر ۲۲۸ | ۰۵:۲۶:۲۷           | ۶۷         | جزئی   | ۰٫۷۵۶۰ | —                   | ۷۱°۵۴′جنوبی ۵۰°۴۸′شرقی / ۷۱٫۹°جنوبی ۵۰٫۸°شرقی   | —                      |                 | [ ۱ ]    |
| ۱۳ مارس ۲۲۹    | ۰۲:۱۴:۳۵           | ۷۲         | کامل   | ۱٫۰۵۳۲ | ۰۴ دقیقه و ۵۲ ثانیه | ۹°۳۶′شمالی ۱۷۹°۳۶′شرقی / ۹٫۶°شمالی ۱۷۹٫۶°شرقی   | ۱۸۰ کیلومتر (۱۱۰ مایل) |                 | [ ۱ ]    |
| ۵ سپتامبر ۲۲۹  | ۰۷:۳۲:۰۸           | ۷۷         | حلقه‌ای | ۰٫۹۶۷۶ | ۰۳ دقیقه و ۴۶ ثانیه | ۱۳°۳۶′جنوبی ۹۴°۴۸′شرقی / ۱۳٫۶°جنوبی ۹۴٫۸°شرقی   | ۱۲۵ کیلومتر (۷۸ مایل)  |                 | [ ۱ ]    |
| ۲ مارس ۲۳۰     | ۱۵:۲۲:۳۹           | ۸۲         | حلقه‌ای | ۰٫۹۹۸۰ | ۰۰ دقیقه و ۱۱ ثانیه | ۳۶°۴۸′جنوبی ۱°۴۸′غربی / ۳۶٫۸°جنوبی ۱٫۸°غربی     | ۸ کیلومتر (۵٫۰ مایل)   |                 | [ ۱ ]    |
| ۲۵ اوت ۲۳۰     | ۱۶:۵۳:۱۷           | ۸۷         | کامل   | ۱٫۰۲۶۱ | ۰۲ دقیقه و ۲۰ ثانیه | ۳۲°۵۴′شمالی ۳۱°۳۶′غربی / ۳۲٫۹°شمالی ۳۱٫۶°غربی   | ۹۶ کیلومتر (۶۰ مایل)   |                 | [ ۱ ]    |
| ۱۹ فوریه ۲۳۱   | ۲۱:۲۵:۱۰           | ۹۲         | جزئی   | ۰٫۴۷۰۲ | —                   | ۷۱°۰۰′جنوبی ۲۳°۰۰′شرقی / ۷۱٫۰°جنوبی ۲۳٫۰°شرقی   | —                      |                 | [ ۱ ]    |
| ۱۷ ژوئیه ۲۳۱   | ۰۰:۴۶:۳۰           | ۵۹         | جزئی   | ۰٫۱۵۳۱ | —                   | ۶۷°۵۴′جنوبی ۱۶۷°۱۸′غربی / ۶۷٫۹°جنوبی ۱۶۷٫۳°غربی | —                      |                 | [ ۱ ]    |
| ۱۵ اوت ۲۳۱     | ۰۸:۰۷:۳۰           | ۹۷         | جزئی   | ۰٫۸۶۷۳ | —                   | ۷۰°۱۸′شمالی ۱۲۹°۲۴′غربی / ۷۰٫۳°شمالی ۱۲۹٫۴°غربی | —                      |                 | [ ۱ ]    |
| ۱۰ ژانویه ۲۳۲  | ۰۳:۱۴:۵۹           | ۶۴         | حلقه‌ای | ۰٫۹۲۹۲ | —                   | ۶۷°۳۶′شمالی ۱۶۱°۴۸′شرقی / ۶۷٫۶°شمالی ۱۶۱٫۸°شرقی | —                      |                 | [ ۱ ]    |
| ۵ ژوئیه ۲۳۲    | ۱۶:۴۷:۵۶           | ۶۹         | کامل   | ۱٫۰۳۸۹ | ۰۳ دقیقه و ۴۴ ثانیه | ۲۶°۰۶′جنوبی ۳۷°۰۰′غربی / ۲۶٫۱°جنوبی ۳۷٫۰°غربی   | ۱۹۹ کیلومتر (۱۲۴ مایل) |                 | [ ۱ ]    |
| ۲۹ دسامبر ۲۳۲  | ۰۷:۱۰:۳۶           | ۷۴         | حلقه‌ای | ۰٫۹۷۳۶ | ۰۳ دقیقه و ۱۲ ثانیه | ۷°۰۰′جنوبی ۱۰۹°۰۶′شرقی / ۷٫۰°جنوبی ۱۰۹٫۱°شرقی   | ۹۹ کیلومتر (۶۲ مایل)   |                 | [ ۱ ]    |
| ۲۵ ژوئیه ۲۳۳   | ۰۳:۳۴:۱۱           | ۷۹         | حلقه‌ای | ۰٫۹۹۰۵ | ۰۱ دقیقه و ۰۴ ثانیه | ۲۴°۰۶′شمالی ۱۶۰°۳۰′شرقی / ۲۴٫۱°شمالی ۱۶۰٫۵°شرقی | ۳۴ کیلومتر (۲۱ مایل)   |                 | [ ۱ ]    |
| ۱۸ دسامبر ۲۳۳  | ۱۸:۱۷:۵۴           | ۸۴         | کامل   | ۱٫۰۲۴۹ | ۰۲ دقیقه و ۰۰ ثانیه | ۴۸°۱۲′جنوبی ۶۴°۰۰′غربی / ۴۸٫۲°جنوبی ۶۴٫۰°غربی   | ۹۳ کیلومتر (۵۸ مایل)   |                 | [ ۱ ]    |
| ۱۴ ژوئیه ۲۳۴   | ۰۷:۱۱:۴۸           | ۸۹         | حلقه‌ای | ۰٫۹۴۶۹ | ۰۴ دقیقه و ۰۵ ثانیه | ۷۴°۲۴′شمالی ۷۶°۳۶′شرقی / ۷۴٫۴°شمالی ۷۶٫۶°شرقی   | ۳۲۶ کیلومتر (۲۰۳ مایل) |                 | [ ۱ ]    |
| ۸ دسامبر ۲۳۴   | ۰۹:۳۶:۱۵           | ۹۴         | جزئی   | ۰٫۸۸۴۳ | —                   | ۶۴°۳۰′جنوبی ۸۳°۱۲′غربی / ۶۴٫۵°جنوبی ۸۳٫۲°غربی   | —                      |                 | [ ۱ ]    |
| ۴ مه ۲۳۵       | ۱۸:۱۴:۵۵           | ۶۱         | جزئی   | ۰٫۵۱۹۷ | —                   | ۶۲°۰۰′جنوبی ۲°۴۸′غربی / ۶۲٫۰°جنوبی ۲٫۸°غربی     | —                      |                 | [ ۱ ]    |
| ۳ ژوئیه ۲۳۵    | ۰۷:۴۹:۵۷           | ۹۹         | جزئی   | ۰٫۰۳۱۸ | —                   | ۶۴°۰۰′شمالی ۵۱°۳۶′غربی / ۶۴٫۰°شمالی ۵۱٫۶°غربی   | —                      |                 | [ ۱ ]    |
| ۲۹ اکتبر ۲۳۵   | ۱۱:۴۶:۲۴           | ۶۶         | حلقه‌ای | ۰٫۹۷۸۱ | —                   | ۶۱°۳۶′شمالی ۹۸°۰۰′شرقی / ۶۱٫۶°شمالی ۹۸٫۰°شرقی   | —                      |                 | [ ۱ ]    |
| ۲۳ آوریل ۲۳۶   | ۰۲:۴۰:۰۵           | ۷۱         | کامل   | ۱٫۰۲۴۸ | ۰۲ دقیقه و ۲۰ ثانیه | ۱۱°۳۰′جنوبی ۱۷۵°۰۰′غربی / ۱۱٫۵°جنوبی ۱۷۵٫۰°غربی | ۹۳ کیلومتر (۵۸ مایل)   |                 | [ ۱ ]    |
| ۱۷ اکتبر ۲۳۶   | ۱۸:۰۱:۵۰           | ۷۶         | حلقه‌ای | ۰٫۹۴۱۷ | ۰۶ دقیقه و ۳۷ ثانیه | ۷°۲۴′شمالی ۵۰°۳۶′غربی / ۷٫۴°شمالی ۵۰٫۶°غربی     | ۲۲۶ کیلومتر (۱۴۰ مایل) |                 | [ ۱ ]    |
| ۱۲ آوریل ۲۳۷   | ۱۷:۲۱:۵۶           | ۸۱         | کامل   | ۱٫۰۶۷۷ | ۰۵ دقیقه و ۱۸ ثانیه | ۲۴°۴۸′شمالی ۵۵°۲۴′غربی / ۲۴٫۸°شمالی ۵۵٫۴°غربی   | ۲۳۲ کیلومتر (۱۴۴ مایل) |                 | [ ۱ ]    |
| ۶ اکتبر ۲۳۷    | ۱۸:۰۹:۲۲           | ۸۶         | حلقه‌ای | ۰٫۹۲۳۴ | ۰۸ دقیقه و ۲۵ ثانیه | ۲۴°۳۰′جنوبی ۷۲°۱۸′غربی / ۲۴٫۵°جنوبی ۷۲٫۳°غربی   | ۳۰۹ کیلومتر (۱۹۲ مایل) |                 | [ ۱ ]    |
| ۲ آوریل ۲۳۸    | ۱۰:۱۹:۵۲           | ۹۱         | جزئی   | ۰٫۹۵۲۳ | —                   | ۶۰°۵۴′شمالی ۳۸°۰۶′غربی / ۶۰٫۹°شمالی ۳۸٫۱°غربی   | —                      |                 | [ ۱ ]    |
| ۲۵ سپتامبر ۲۳۸ | ۱۸:۴۹:۴۴           | ۹۶         | جزئی   | ۰٫۸۵۳۴ | —                   | ۶۰°۴۲′جنوبی ۱۶۱°۱۸′غربی / ۶۰٫۷°جنوبی ۱۶۱٫۳°غربی | —                      |                 | [ ۱ ]    |
| ۲۱ فوریه ۲۳۹   | ۱۲:۵۶:۱۱           | ۶۳         | حلقه‌ای | ۰٫۹۷۱۹ | ۰۱ دقیقه و ۵۷ ثانیه | ۶۱°۰۶′جنوبی ۸۱°۵۴′شرقی / ۶۱٫۱°جنوبی ۸۱٫۹°شرقی   | ۲۳۵ کیلومتر (۱۴۶ مایل) |                 | [ ۱ ]    |
| ۱۶ اوت ۲۳۹     | ۱۶:۰۰:۱۵           | ۶۸         | کامل   | ۱٫۰۳۱۳ | ۰۱ دقیقه و ۴۵ ثانیه | ۶۶°۲۴′شمالی ۵۸°۴۸′شرقی / ۶۶٫۴°شمالی ۵۸٫۸°شرقی   | ۳۹۲ کیلومتر (۲۴۴ مایل) |                 | [ ۱ ]    |
| ۱۰ فوریه ۲۴۰   | ۱۶:۴۸:۴۳           | ۷۳         | حلقه‌ای | ۰٫۹۳۴۲ | ۰۷ دقیقه و ۲۱ ثانیه | ۲۵°۱۲′جنوبی ۲۸°۱۲′غربی / ۲۵٫۲°جنوبی ۲۸٫۲°غربی   | ۲۵۰ کیلومتر (۱۶۰ مایل) |                 | [ ۱ ]    |
| ۵ اوت ۲۴۰      | ۰۸:۱۳:۱۵           | ۷۸         | کامل   | ۱٫۰۷۲۸ | ۰۵ دقیقه و ۴۵ ثانیه | ۲۹°۲۴′شمالی ۹۷°۱۲′شرقی / ۲۹٫۴°شمالی ۹۷٫۲°شرقی   | ۲۴۲ کیلومتر (۱۵۰ مایل) |                 | [ ۱ ]    |
| ۲۹ ژانویه ۲۴۱  | ۱۶:۱۳:۵۳           | ۸۳         | حلقه‌ای | ۰٫۹۲۶۱ | ۰۹ دقیقه و ۲۷ ثانیه | ۱۰°۱۲′شمالی ۳۵°۴۸′غربی / ۱۰٫۲°شمالی ۳۵٫۸°غربی   | ۳۱۷ کیلومتر (۱۹۷ مایل) |                 | [ ۱ ]    |
| ۲۶ ژوئیه ۲۴۱   | ۰۰:۴۰:۰۰           | ۸۸         | کامل   | ۱٫۰۴۹۵ | ۰۴ دقیقه و ۴۰ ثانیه | ۹°۴۲′جنوبی ۱۶۴°۳۰′غربی / ۹٫۷°جنوبی ۱۶۴٫۵°غربی   | ۱۹۰ کیلومتر (۱۲۰ مایل) |                 | [ ۱ ]    |
| ۱۸ ژانویه ۲۴۲  | ۱۸:۴۶:۰۲           | ۹۳         | جزئی   | ۰٫۶۷۲۷ | —                   | ۶۳°۱۲′شمالی ۱۰۵°۳۶′غربی / ۶۳٫۲°شمالی ۱۰۵٫۶°غربی | —                      |                 | [ ۱ ]    |
| ۱۶ ژوئیه ۲۴۲   | ۰۰:۵۲:۲۰           | ۶۰         | جزئی   | ۰٫۲۵۵۵ | —                   | ۶۶°۲۴′شمالی ۱۳°۴۲′شرقی / ۶۶٫۴°شمالی ۱۳٫۷°شرقی   | —                      |                 | [ ۱ ]    |
| ۱۵ ژوئیه ۲۴۲   | ۱۲:۴۳:۴۹           | ۹۸         | جزئی   | ۰٫۴۰۶۷ | —                   | ۶۳°۵۴′جنوبی ۱۰°۵۴′غربی / ۶۳٫۹°جنوبی ۱۰٫۹°غربی   | —                      |                 | [ ۱ ]    |
| ۹ دسامبر ۲۴۲   | ۱۷:۰۳:۵۵           | ۶۵         | کامل   | ۱٫۰۲۴۶ | ۰۱ دقیقه و ۱۹ ثانیه | ۸۵°۴۲′جنوبی ۱۳۴°۰۶′شرقی / ۸۵٫۷°جنوبی ۱۳۴٫۱°شرقی | ۲۶۱ کیلومتر (۱۶۲ مایل) |                 | [ ۱ ]    |
| ۵ ژوئیه ۲۴۳    | ۰۳:۰۰:۱۴           | ۷۰         | حلقه‌ای | ۰٫۹۴۵۶ | ۰۴ دقیقه و ۴۵ ثانیه | ۶۵°۲۴′شمالی ۱۶۴°۴۸′شرقی / ۶۵٫۴°شمالی ۱۶۴٫۸°شرقی | ۲۷۴ کیلومتر (۱۷۰ مایل) |                 | [ ۱ ]    |
| ۲۹ نوامبر ۲۴۳  | ۰۸:۴۲:۳۰           | ۷۵         | کامل   | ۱٫۰۴۲۴ | ۰۳ دقیقه و ۳۳ ثانیه | ۳۷°۵۴′جنوبی ۸۰°۰۶′شرقی / ۳۷٫۹°جنوبی ۸۰٫۱°شرقی   | ۱۴۸ کیلومتر (۹۲ مایل)  |                 | [ ۱ ]    |
| ۲۴ مه ۲۴۴      | ۰۴:۰۹:۳۵           | ۸۰         | حلقه‌ای | ۰٫۹۶۶۵ | ۰۴ دقیقه و ۱۶ ثانیه | ۱۵°۲۴′شمالی ۱۵۰°۳۶′شرقی / ۱۵٫۴°شمالی ۱۵۰٫۶°شرقی | ۱۲۱ کیلومتر (۷۵ مایل)  |                 | [ ۱ ]    |
| ۱۷ نوامبر ۲۴۴  | ۲۲:۳۴:۵۷           | ۸۵         | مرکب   | ۱٫۰۰۱۹ | ۰۰ دقیقه و ۱۲ ثانیه | ۴°۳۶′شمالی ۱۲۴°۱۲′غربی / ۴٫۶°شمالی ۱۲۴٫۲°غربی   | ۷ کیلومتر (۴٫۳ مایل)   |                 | [ ۱ ]    |
| ۱۳ مه ۲۴۵      | ۱۱:۰۵:۰۴           | ۹۰         | مرکب   | ۱٫۰۰۸۶ | ۰۰ دقیقه و ۴۸ ثانیه | ۳۹°۵۴′جنوبی ۵۶°۴۸′شرقی / ۳۹٫۹°جنوبی ۵۶٫۸°شرقی   | ۵۷ کیلومتر (۳۵ مایل)   |                 | [ ۱ ]    |
| ۷ نوامبر ۲۴۵   | ۰۶:۲۵:۰۱           | ۹۵         | جزئی   | ۰٫۶۹۷۸ | —                   | ۶۹°۵۴′شمالی ۱۵۰°۱۸′شرقی / ۶۹٫۹°شمالی ۱۵۰٫۳°شرقی | —                      |                 | [ ۱ ]    |
| ۳ آوریل ۲۴۶    | ۱۷:۲۸:۳۸           | ۶۲         | کامل   | ۱٫۰۵۵۳ | ۰۲ دقیقه و ۵۹ ثانیه | ۷۲°۳۰′شمالی ۱۲۹°۰۶′غربی / ۷۲٫۵°شمالی ۱۲۹٫۱°غربی | —                      |                 | [ ۱ ]    |
| ۲۷ سپتامبر ۲۴۶ | ۱۲:۵۱:۴۲           | ۶۷         | جزئی   | ۰٫۶۹۸۴ | —                   | ۷۲°۰۰′جنوبی ۷۵°۳۰′غربی / ۷۲٫۰°جنوبی ۷۵٫۵°غربی   | —                      |                 | [ ۱ ]    |
| ۲۴ مارس ۲۴۷    | ۱۰:۰۸:۳۶           | ۷۲         | کامل   | ۱٫۰۵۳۸ | ۰۴ دقیقه و ۵۰ ثانیه | ۱۶°۳۶′شمالی ۵۸°۲۴′شرقی / ۱۶٫۶°شمالی ۵۸٫۴°شرقی   | ۱۸۵ کیلومتر (۱۱۵ مایل) |                 | [ ۱ ]    |
| ۱۶ سپتامبر ۲۴۷ | ۱۵:۰۸:۲۷           | ۷۷         | حلقه‌ای | ۰٫۹۶۷۱ | ۰۳ دقیقه و ۴۰ ثانیه | ۲۰°۰۰′جنوبی ۲۲°۰۶′غربی / ۲۰٫۰°جنوبی ۲۲٫۱°غربی   | ۱۲۹ کیلومتر (۸۰ مایل)  |                 | [ ۱ ]    |
| ۱۲ مارس ۲۴۸    | ۲۳:۰۵:۰۱           | ۸۲         | حلقه‌ای | ۰٫۹۹۸۲ | ۰۰ دقیقه و ۱۰ ثانیه | ۲۹°۵۴′جنوبی ۱۲۰°۰۶′غربی / ۲۹٫۹°جنوبی ۱۲۰٫۱°غربی | ۷ کیلومتر (۴٫۳ مایل)   |                 | [ ۱ ]    |
| ۵ سپتامبر ۲۴۸  | ۰۰:۴۵:۱۷           | ۸۷         | کامل   | ۱٫۰۲۶۳ | ۰۲ دقیقه و ۲۵ ثانیه | ۲۶°۰۶′شمالی ۱۵۱°۳۶′غربی / ۲۶٫۱°شمالی ۱۵۱٫۶°غربی | ۹۵ کیلومتر (۵۹ مایل)   |                 | [ ۱ ]    |
| ۲ مارس ۲۴۹     | ۰۴:۵۱:۰۵           | ۹۲         | جزئی   | ۰٫۵۳۳۳ | —                   | ۷۱°۳۰′جنوبی ۱۰۲°۴۲′غربی / ۷۱٫۵°جنوبی ۱۰۲٫۷°غربی | —                      |                 | [ ۱ ]    |
| ۲۷ ژوئیه ۲۴۹   | ۰۸:۲۴:۲۹           | ۵۹         | جزئی   | ۰٫۰۳۴۱ | —                   | ۶۸°۴۸′جنوبی ۶۶°۰۰′شرقی / ۶۸٫۸°جنوبی ۶۶٫۰°شرقی   | —                      |                 | [ ۱ ]    |
| ۲۵ اوت ۲۴۹     | ۱۶:۰۴:۰۹           | ۹۷         | جزئی   | ۰٫۹۵۹۷ | —                   | ۷۱°۰۰′شمالی ۹۷°۳۶′شرقی / ۷۱٫۰°شمالی ۹۷٫۶°شرقی   | —                      |                 | [ ۱ ]    |
| ۲۰ ژانویه ۲۵۰  | ۱۱:۰۸:۴۶           | ۶۴         | جزئی   | ۰٫۹۰۸۰ | —                   | ۶۸°۴۲′شمالی ۳۱°۱۲′شرقی / ۶۸٫۷°شمالی ۳۱٫۲°شرقی   | —                      |                 | [ ۱ ]    |
| ۱۷ ژوئیه ۲۵۰   | ۰۰:۰۷:۵۵           | ۶۹         | کامل   | ۱٫۰۳۲۲ | ۰۲ دقیقه و ۵۷ ثانیه | ۳۴°۱۲′جنوبی ۱۵۱°۳۰′غربی / ۳۴٫۲°جنوبی ۱۵۱٫۵°غربی | ۱۹۴ کیلومتر (۱۲۱ مایل) |                 | [ ۱ ]    |
| ۹ ژانویه ۲۵۱   | ۱۵:۳۳:۳۰           | ۷۴         | حلقه‌ای | ۰٫۹۷۸۱ | ۰۲ دقیقه و ۳۸ ثانیه | ۵°۳۰′جنوبی ۱۷°۲۴′غربی / ۵٫۵°جنوبی ۱۷٫۴°غربی     | ۸۲ کیلومتر (۵۱ مایل)   |                 | [ ۱ ]    |
| ۶ ژوئیه ۲۵۱    | ۱۰:۲۲:۴۳           | ۷۹         | حلقه‌ای | ۰٫۹۸۵۹ | ۰۱ دقیقه و ۴۰ ثانیه | ۱۹°۰۰′شمالی ۵۸°۱۸′شرقی / ۱۹٫۰°شمالی ۵۸٫۳°شرقی   | ۵۰ کیلومتر (۳۱ مایل)   |                 | [ ۱ ]    |
| ۳۰ دسامبر ۲۵۱  | ۰۳:۰۳:۴۴           | ۸۴         | کامل   | ۱٫۰۲۸۱ | ۰۲ دقیقه و ۱۶ ثانیه | ۴۸°۰۰′جنوبی ۱۶۸°۱۸′شرقی / ۴۸٫۰°جنوبی ۱۶۸٫۳°شرقی | ۱۰۵ کیلومتر (۶۵ مایل)  |                 | [ ۱ ]    |
| ۲۴ ژوئیه ۲۵۲   | ۱۳:۳۵:۰۱           | ۸۹         | حلقه‌ای | ۰٫۹۴۶۶ | ۰۴ دقیقه و ۲۷ ثانیه | ۶۸°۵۴′شمالی ۰°۰۶′غربی / ۶۸٫۹°شمالی ۰٫۱°غربی     | ۲۸۱ کیلومتر (۱۷۵ مایل) |                 | [ ۱ ]    |
| ۱۸ دسامبر ۲۵۲  | ۱۸:۲۹:۱۹           | ۹۴         | جزئی   | ۰٫۸۸۷۴ | —                   | ۶۵°۳۰′جنوبی ۱۳۲°۴۸′شرقی / ۶۵٫۵°جنوبی ۱۳۲٫۸°شرقی | —                      |                 | [ ۱ ]    |
| ۱۵ مه ۲۵۳      | ۰۰:۵۶:۵۹           | ۶۱         | جزئی   | ۰٫۳۸۶۸ | —                   | ۶۲°۴۲′جنوبی ۱۱۳°۱۲′غربی / ۶۲٫۷°جنوبی ۱۱۳٫۲°غربی | —                      |                 | [ ۱ ]    |
| ۱۳ ژوئیه ۲۵۳   | ۱۴:۱۶:۰۷           | ۹۹         | جزئی   | ۰٫۱۸۱۷ | —                   | ۶۴°۵۴′شمالی ۱۵۸°۳۰′غربی / ۶۴٫۹°شمالی ۱۵۸٫۵°غربی | —                      |                 | [ ۱ ]    |
| ۸ نوامبر ۲۵۳   | ۲۰:۱۳:۳۳           | ۶۶         | جزئی   | ۰٫۹۵۷۰ | —                   | ۶۲°۱۲′شمالی ۳۸°۲۴′غربی / ۶۲٫۲°شمالی ۳۸٫۴°غربی   | —                      |                 | [ ۱ ]    |
| ۴ مه ۲۵۴       | ۰۹:۵۵:۳۴           | ۷۱         | کامل   | ۱٫۰۲۹۴ | ۰۲ دقیقه و ۴۹ ثانیه | ۱۲°۴۲′جنوبی ۷۵°۳۰′شرقی / ۱۲٫۷°جنوبی ۷۵٫۵°شرقی   | ۱۱۴ کیلومتر (۷۱ مایل)  |                 | [ ۱ ]    |
| ۲۹ اکتبر ۲۵۴   | ۰۱:۵۸:۵۳           | ۷۶         | حلقه‌ای | ۰٫۹۳۷۴ | ۰۷ دقیقه و ۲۳ ثانیه | ۴°۴۲′شمالی ۱۷۱°۰۶′غربی / ۴٫۷°شمالی ۱۷۱٫۱°غربی   | ۲۴۶ کیلومتر (۱۵۳ مایل) |                 | [ ۱ ]    |
| ۲۴ آوریل ۲۵۵   | ۰۰:۵۹:۲۰           | ۸۱         | کامل   | ۱٫۰۷۱۸ | ۰۵ دقیقه و ۳۹ ثانیه | ۲۵°۳۰′شمالی ۱۶۹°۰۰′غربی / ۲۵٫۵°شمالی ۱۶۹٫۰°غربی | ۲۴۱ کیلومتر (۱۵۰ مایل) |                 | [ ۱ ]    |
| ۱۸ اکتبر ۲۵۵   | ۰۱:۴۹:۰۳           | ۸۶         | حلقه‌ای | ۰٫۹۲۱۴ | ۰۸ دقیقه و ۳۷ ثانیه | ۲۷°۴۲′جنوبی ۱۷۲°۳۰′شرقی / ۲۷٫۷°جنوبی ۱۷۲٫۵°شرقی | ۳۱۵ کیلومتر (۱۹۶ مایل) |                 | [ ۱ ]    |
| ۱۲ آوریل ۲۵۶   | ۱۸:۰۲:۱۰           | ۹۱         | کامل   | ۱٫۰۵۲۲ | ۰۲ دقیقه و ۵۰ ثانیه | ۶۲°۵۴′شمالی ۱۳۹°۰۰′غربی / ۶۲٫۹°شمالی ۱۳۹٫۰°غربی | ۸۵۷ کیلومتر (۵۳۳ مایل) |                 | [ ۱ ]    |
| ۶ اکتبر ۲۵۶    | ۰۲:۳۶:۲۱           | ۹۶         | جزئی   | ۰٫۹۰۵۲ | —                   | ۶۰°۴۸′جنوبی ۷۲°۴۲′شرقی / ۶۰٫۸°جنوبی ۷۲٫۷°شرقی   | —                      |                 | [ ۱ ]    |
| ۳ مارس ۲۵۷     | ۲۰:۳۸:۳۴           | ۶۳         | حلقه‌ای | ۰٫۹۷۰۲ | ۰۲ دقیقه و ۰۳ ثانیه | ۶۰°۱۲′جنوبی ۲۷°۵۴′غربی / ۶۰٫۲°جنوبی ۲۷٫۹°غربی   | ۳۳۵ کیلومتر (۲۰۸ مایل) |                 | [ ۱ ]    |
| ۲۶ اوت ۲۵۷     | ۲۳:۵۱:۰۸           | ۶۸         | جزئی   | ۰٫۹۹۶۹ | —                   | ۶۱°۱۸′شمالی ۳۴°۱۸′غربی / ۶۱٫۳°شمالی ۳۴٫۳°غربی   | —                      |                 | [ ۱ ]    |
| ۲۱ فوریه ۲۵۸   | ۰۰:۱۶:۲۵           | ۷۳         | حلقه‌ای | ۰٫۹۳۵۵ | ۰۷ دقیقه و ۰۶ ثانیه | ۲۳°۱۲′جنوبی ۱۳۹°۴۸′غربی / ۲۳٫۲°جنوبی ۱۳۹٫۸°غربی | ۲۴۷ کیلومتر (۱۵۳ مایل) |                 | [ ۱ ]    |
| ۱۶ اوت ۲۵۸     | ۱۶:۰۴:۱۶           | ۷۸         | کامل   | ۱٫۰۶۹۶ | ۰۵ دقیقه و ۲۵ ثانیه | ۲۸°۴۲′شمالی ۱۹°۲۴′غربی / ۲۸٫۷°شمالی ۱۹٫۴°غربی   | ۲۳۵ کیلومتر (۱۴۶ مایل) |                 | [ ۱ ]    |
| ۹ فوریه ۲۵۹    | ۲۳:۴۹:۵۶           | ۸۳         | حلقه‌ای | ۰٫۹۳۰۲ | ۰۸ دقیقه و ۳۳ ثانیه | ۱۱°۰۶′شمالی ۱۵۱°۱۲′غربی / ۱۱٫۱°شمالی ۱۵۱٫۲°غربی | ۲۹۲ کیلومتر (۱۸۱ مایل) |                 | [ ۱ ]    |
| ۶ اوت ۲۵۹      | ۰۸:۱۳:۳۹           | ۸۸         | کامل   | ۱٫۰۴۴۷ | ۰۴ دقیقه و ۰۹ ثانیه | ۸°۰۰′جنوبی ۸۱°۰۰′شرقی / ۸٫۰°جنوبی ۸۱٫۰°شرقی     | ۱۶۶ کیلومتر (۱۰۳ مایل) |                 | [ ۱ ]    |
| ۳۰ ژانویه ۲۶۰  | ۰۲:۵۱:۰۴           | ۹۳         | جزئی   | ۰٫۷۰۹۱ | —                   | ۶۲°۲۴′شمالی ۱۲۳°۱۸′شرقی / ۶۲٫۴°شمالی ۱۲۳٫۳°شرقی | —                      |                 | [ ۱ ]    |
| ۲۶ ژوئیه ۲۶۰   | ۰۷:۳۰:۱۳           | ۶۰         | جزئی   | ۰٫۱۰۷۴ | —                   | ۶۵°۲۴′شمالی ۹۶°۴۲′غربی / ۶۵٫۴°شمالی ۹۶٫۷°غربی   | —                      |                 | [ ۱ ]    |
| ۲۵ ژوئیه ۲۶۰   | ۱۹:۴۷:۱۰           | ۹۸         | جزئی   | ۰٫۵۲۳۶ | —                   | ۶۳°۰۶′جنوبی ۱۲۶°۵۴′غربی / ۶۳٫۱°جنوبی ۱۲۶٫۹°غربی | —                      |                 | [ ۱ ]    |
| ۲۰ دسامبر ۲۶۰  | ۰۱:۵۴:۳۰           | ۶۵         | کامل   | ۱٫۰۲۶۷ | ۰۱ دقیقه و ۲۵ ثانیه | ۸۳°۱۲′جنوبی ۳۹°۴۸′غربی / ۸۳٫۲°جنوبی ۳۹٫۸°غربی   | ۲۸۳ کیلومتر (۱۷۶ مایل) |                 | [ ۱ ]    |
| ۱۵ ژوئیه ۲۶۱   | ۰۹:۱۹:۲۴           | ۷۰         | حلقه‌ای | ۰٫۹۴۳۶ | ۰۴ دقیقه و ۳۱ ثانیه | ۷۳°۴۲′شمالی ۷۹°۴۲′شرقی / ۷۳٫۷°شمالی ۷۹٫۷°شرقی   | ۳۲۶ کیلومتر (۲۰۳ مایل) |                 | [ ۱ ]    |
| ۹ دسامبر ۲۶۱   | ۱۷:۳۵:۲۹           | ۷۵         | کامل   | ۱٫۰۴۱۳ | ۰۳ دقیقه و ۲۶ ثانیه | ۳۹°۳۰′جنوبی ۵۱°۰۶′غربی / ۳۹٫۵°جنوبی ۵۱٫۱°غربی   | ۱۴۴ کیلومتر (۸۹ مایل)  |                 | [ ۱ ]    |
| ۴ ژوئیه ۲۶۲    | ۱۰:۴۲:۱۷           | ۸۰         | حلقه‌ای | ۰٫۹۶۹۴ | ۰۳ دقیقه و ۴۵ ثانیه | ۲۲°۰۶′شمالی ۵۱°۲۴′شرقی / ۲۲٫۱°شمالی ۵۱٫۴°شرقی   | ۱۱۰ کیلومتر (۶۸ مایل)  |                 | [ ۱ ]    |
| ۲۹ نوامبر ۲۶۲  | ۰۷:۱۳:۲۳           | ۸۵         | حلقه‌ای | ۰٫۹۹۸۴ | ۰۰ دقیقه و ۱۱ ثانیه | ۲°۳۰′شمالی ۱۰۴°۳۶′شرقی / ۲٫۵°شمالی ۱۰۴٫۶°شرقی   | ۶ کیلومتر (۳٫۷ مایل)   |                 | [ ۱ ]    |
| ۲۴ مه ۲۶۳      | ۱۸:۰۸:۰۰           | ۹۰         | کامل   | ۱٫۰۱۵۱ | ۰۱ دقیقه و ۳۰ ثانیه | ۳۰°۰۶′جنوبی ۵۵°۰۰′غربی / ۳۰٫۱°جنوبی ۵۵٫۰°غربی   | ۸۲ کیلومتر (۵۱ مایل)   |                 | [ ۱ ]    |
| ۱۸ نوامبر ۲۶۳  | ۱۴:۳۸:۱۳           | ۹۵         | جزئی   | ۰٫۷۰۱۸ | —                   | ۶۹°۰۰′شمالی ۱۴°۰۰′شرقی / ۶۹٫۰°شمالی ۱۴٫۰°شرقی   | —                      |                 | [ ۱ ]    |
| ۱۴ آوریل ۲۶۴   | ۰۱:۱۲:۱۸           | ۶۲         | جزئی   | ۰٫۹۳۳۰ | —                   | ۷۱°۱۸′شمالی ۷۶°۲۴′شرقی / ۷۱٫۳°شمالی ۷۶٫۴°شرقی   | —                      |                 | [ ۱ ]    |
| ۱۳ مه ۲۶۴      | ۰۸:۱۷:۱۸           | ۱۰۰        | جزئی   | ۰٫۱۰۹۶ | —                   | ۶۹°۱۸′جنوبی ۱۱۵°۵۴′شرقی / ۶۹٫۳°جنوبی ۱۱۵٫۹°شرقی | —                      |                 | [ ۱ ]    |
| ۷ اکتبر ۲۶۴    | ۲۰:۲۵:۵۴           | ۶۷         | جزئی   | ۰٫۶۵۳۰ | —                   | ۷۱°۴۲′جنوبی ۱۵۶°۰۶′شرقی / ۷۱٫۷°جنوبی ۱۵۶٫۱°شرقی | —                      |                 | [ ۱ ]    |
| ۳ آوریل ۲۶۵    | ۱۷:۵۴:۵۴           | ۷۲         | کامل   | ۱٫۰۵۴۰ | ۰۴ دقیقه و ۴۴ ثانیه | ۲۴°۰۶′شمالی ۶۱°۰۰′غربی / ۲۴٫۱°شمالی ۶۱٫۰°غربی   | ۱۸۹ کیلومتر (۱۱۷ مایل) |                 | [ ۱ ]    |
| ۲۶ سپتامبر ۲۶۵ | ۲۲:۵۴:۴۲           | ۷۷         | حلقه‌ای | ۰٫۹۶۶۹ | ۰۳ دقیقه و ۳۲ ثانیه | ۲۶°۱۲′جنوبی ۱۴۱°۱۲′غربی / ۲۶٫۲°جنوبی ۱۴۱٫۲°غربی | ۱۳۲ کیلومتر (۸۲ مایل)  |                 | [ ۱ ]    |
| ۲۴ مارس ۲۶۶    | ۰۶:۳۸:۳۱           | ۸۲         | حلقه‌ای | ۰٫۹۹۸۲ | ۰۰ دقیقه و ۱۱ ثانیه | ۲۲°۴۲′جنوبی ۱۲۳°۲۴′شرقی / ۲۲٫۷°جنوبی ۱۲۳٫۴°شرقی | ۷ کیلومتر (۴٫۳ مایل)   |                 | [ ۱ ]    |
| ۱۶ سپتامبر ۲۶۶ | ۰۸:۴۷:۲۳           | ۸۷         | کامل   | ۱٫۰۲۶۴ | ۰۲ دقیقه و ۲۹ ثانیه | ۱۹°۴۲′شمالی ۸۵°۴۲′شرقی / ۱۹٫۷°شمالی ۸۵٫۷°شرقی   | ۹۴ کیلومتر (۵۸ مایل)   |                 | [ ۱ ]    |
| ۱۳ مارس ۲۶۷    | ۱۲:۰۷:۳۹           | ۹۲         | جزئی   | ۰٫۶۰۸۳ | —                   | ۷۱°۵۴′جنوبی ۱۳۳°۲۴′شرقی / ۷۱٫۹°جنوبی ۱۳۳٫۴°شرقی | —                      |                 | [ ۱ ]    |
| ۶ سپتامبر ۲۶۷  | ۰۰:۰۸:۱۱           | ۹۷         | کامل   | ۱٫۰۴۷۲ | ۰۲ دقیقه و ۳۲ ثانیه | ۷۳°۰۶′شمالی ۶۲°۵۴′غربی / ۷۳٫۱°شمالی ۶۲٫۹°غربی   | —                      |                 | [ ۱ ]    |
| ۳۱ ژانویه ۲۶۸  | ۱۸:۵۶:۰۵           | ۶۴         | جزئی   | ۰٫۸۷۷۵ | —                   | ۶۹°۴۲′شمالی ۹۸°۳۰′غربی / ۶۹٫۷°شمالی ۹۸٫۵°غربی   | —                      |                 | [ ۱ ]    |
| ۲۷ ژوئیه ۲۶۸   | ۰۷:۳۱:۴۶           | ۶۹         | کامل   | ۱٫۰۲۴۷ | ۰۲ دقیقه و ۰۷ ثانیه | ۴۳°۳۰′جنوبی ۹۱°۱۸′شرقی / ۴۳٫۵°جنوبی ۹۱٫۳°شرقی   | ۱۸۸ کیلومتر (۱۱۷ مایل) |                 | [ ۱ ]    |
| ۱۹ ژانویه ۲۶۹  | ۲۳:۵۰:۱۵           | ۷۴         | حلقه‌ای | ۰٫۹۸۳۱ | ۰۱ دقیقه و ۵۹ ثانیه | ۲°۵۴′جنوبی ۱۴۲°۴۸′غربی / ۲٫۹°جنوبی ۱۴۲٫۸°غربی   | ۶۳ کیلومتر (۳۹ مایل)   |                 | [ ۱ ]    |
| ۱۶ ژوئیه ۲۶۹   | ۱۷:۱۴:۲۴           | ۷۹         | حلقه‌ای | ۰٫۹۸۰۸ | ۰۲ دقیقه و ۲۱ ثانیه | ۱۳°۱۲′شمالی ۴۵°۳۰′غربی / ۱۳٫۲°شمالی ۴۵٫۵°غربی   | ۶۹ کیلومتر (۴۳ مایل)   |                 | [ ۱ ]    |
| ۹ ژانویه ۲۷۰   | ۱۱:۴۵:۰۳           | ۸۴         | کامل   | ۱٫۰۳۲۰ | ۰۲ دقیقه و ۳۵ ثانیه | ۴۶°۱۸′جنوبی ۴۱°۱۲′شرقی / ۴۶٫۳°جنوبی ۴۱٫۲°شرقی   | ۱۱۸ کیلومتر (۷۳ مایل)  |                 | [ ۱ ]    |
| ۵ ژوئیه ۲۷۰    | ۲۰:۰۰:۴۶           | ۸۹         | حلقه‌ای | ۰٫۹۴۵۶ | ۰۴ دقیقه و ۵۴ ثانیه | ۶۲°۱۲′شمالی ۸۷°۳۰′غربی / ۶۲٫۲°شمالی ۸۷٫۵°غربی   | ۲۵۸ کیلومتر (۱۶۰ مایل) |                 | [ ۱ ]    |
| ۳۰ دسامبر ۲۷۰  | ۰۳:۱۹:۳۱           | ۹۴         | جزئی   | ۰٫۸۹۴۳ | —                   | ۶۶°۳۶′جنوبی ۱۰°۵۴′غربی / ۶۶٫۶°جنوبی ۱۰٫۹°غربی   | —                      |                 | [ ۱ ]    |
| ۲۶ مه ۲۷۱      | ۰۷:۳۷:۵۴           | ۶۱         | جزئی   | ۰٫۲۵۰۷ | —                   | ۶۳°۳۰′جنوبی ۱۳۶°۳۰′شرقی / ۶۳٫۵°جنوبی ۱۳۶٫۵°شرقی | —                      |                 | [ ۱ ]    |
| ۲۴ ژوئیه ۲۷۱   | ۲۰:۴۴:۳۲           | ۹۹         | جزئی   | ۰٫۳۳۰۸ | —                   | ۶۵°۵۴′شمالی ۹۳°۳۶′شرقی / ۶۵٫۹°شمالی ۹۳٫۶°شرقی   | —                      |                 | [ ۱ ]    |
| ۲۰ نوامبر ۲۷۱  | ۰۴:۴۴:۲۱           | ۶۶         | جزئی   | ۰٫۹۴۳۰ | —                   | ۶۲°۵۴′شمالی ۱۷۵°۵۴′غربی / ۶۲٫۹°شمالی ۱۷۵٫۹°غربی | —                      |                 | [ ۱ ]    |
| ۱۴ مه ۲۷۲      | ۱۷:۰۶:۰۵           | ۷۱         | کامل   | ۱٫۰۳۳۴ | ۰۳ دقیقه و ۱۳ ثانیه | ۱۵°۱۲′جنوبی ۳۳°۰۰′غربی / ۱۵٫۲°جنوبی ۳۳٫۰°غربی   | ۱۳۷ کیلومتر (۸۵ مایل)  |                 | [ ۱ ]    |
| ۸ نوامبر ۲۷۲   | ۱۰:۰۲:۱۲           | ۷۶         | حلقه‌ای | ۰٫۹۳۳۷ | ۰۸ دقیقه و ۱۰ ثانیه | ۲°۱۲′شمالی ۶۶°۴۸′شرقی / ۲٫۲°شمالی ۶۶٫۸°شرقی     | ۲۶۲ کیلومتر (۱۶۳ مایل) |                 | [ ۱ ]    |
| ۴ مه ۲۷۳       | ۰۸:۳۰:۵۲           | ۸۱         | کامل   | ۱٫۰۷۵۳ | ۰۶ دقیقه و ۰۲ ثانیه | ۲۵°۳۰′شمالی ۷۹°۱۸′شرقی / ۲۵٫۵°شمالی ۷۹٫۳°شرقی   | ۲۴۸ کیلومتر (۱۵۴ مایل) |                 | [ ۱ ]    |
| ۲۸ اکتبر ۲۷۳   | ۰۹:۳۶:۳۹           | ۸۶         | حلقه‌ای | ۰٫۹۱۹۷ | ۰۸ دقیقه و ۴۹ ثانیه | ۳۱°۰۰′جنوبی ۵۵°۳۶′شرقی / ۳۱٫۰°جنوبی ۵۵٫۶°شرقی   | ۳۲۱ کیلومتر (۱۹۹ مایل) |                 | [ ۱ ]    |
| ۲۴ آوریل ۲۷۴   | ۰۱:۳۸:۲۴           | ۹۱         | کامل   | ۱٫۰۵۶۴ | ۰۳ دقیقه و ۱۴ ثانیه | ۶۳°۳۰′شمالی ۱۲۴°۴۸′شرقی / ۶۳٫۵°شمالی ۱۲۴٫۸°شرقی | ۴۶۳ کیلومتر (۲۸۸ مایل) |                 | [ ۱ ]    |
| ۱۷ اکتبر ۲۷۴   | ۱۰:۳۲:۳۲           | ۹۶         | حلقه‌ای | ۰٫۹۴۴۴ | —                   | ۶۱°۰۶′جنوبی ۵۵°۴۲′غربی / ۶۱٫۱°جنوبی ۵۵٫۷°غربی   | —                      |                 | [ ۱ ]    |
| ۱۵ مارس ۲۷۵    | ۰۴:۱۲:۲۶           | ۶۳         | حلقه‌ای | ۰٫۹۶۶۱ | ۰۲ دقیقه و ۱۰ ثانیه | ۶۱°۰۰′جنوبی ۱۲۰°۲۴′غربی / ۶۱٫۰°جنوبی ۱۲۰٫۴°غربی | —                      |                 | [ ۱ ]    |
| ۷ سپتامبر ۲۷۵  | ۰۷:۴۹:۱۰           | ۶۸         | جزئی   | ۰٫۹۲۲۲ | —                   | ۶۱°۰۰′شمالی ۱۶۳°۱۸′غربی / ۶۱٫۰°شمالی ۱۶۳٫۳°غربی | —                      |                 | [ ۱ ]    |
| ۳ مارس ۲۷۶     | ۰۷:۳۶:۱۱           | ۷۳         | حلقه‌ای | ۰٫۹۳۷۰ | ۰۶ دقیقه و ۵۳ ثانیه | ۲۱°۱۲′جنوبی ۱۱۰°۳۰′شرقی / ۲۱٫۲°جنوبی ۱۱۰٫۵°شرقی | ۲۴۳ کیلومتر (۱۵۱ مایل) |                 | [ ۱ ]    |
| ۲۷ اوت ۲۷۶     | ۰۰:۰۱:۲۴           | ۷۸         | کامل   | ۱٫۰۶۶۰ | ۰۵ دقیقه و ۰۶ ثانیه | ۲۷°۱۸′شمالی ۱۳۷°۵۴′غربی / ۲۷٫۳°شمالی ۱۳۷٫۹°غربی | ۲۲۷ کیلومتر (۱۴۱ مایل) |                 | [ ۱ ]    |
| ۲۰ فوریه ۲۷۷   | ۰۷:۱۷:۵۱           | ۸۳         | حلقه‌ای | ۰٫۹۳۴۶ | ۰۷ دقیقه و ۴۰ ثانیه | ۱۲°۱۸′شمالی ۹۵°۴۲′شرقی / ۱۲٫۳°شمالی ۹۵٫۷°شرقی   | ۲۶۷ کیلومتر (۱۶۶ مایل) |                 | [ ۱ ]    |
| ۱۶ اوت ۲۷۷     | ۱۵:۵۳:۳۴           | ۸۸         | کامل   | ۱٫۰۳۹۵ | ۰۳ دقیقه و ۳۷ ثانیه | ۷°۳۶′جنوبی ۳۴°۵۴′غربی / ۷٫۶°جنوبی ۳۴٫۹°غربی     | ۱۴۳ کیلومتر (۸۹ مایل)  |                 | [ ۱ ]    |
| ۹ فوریه ۲۷۸    | ۱۰:۴۹:۴۷           | ۹۳         | جزئی   | ۰٫۷۵۶۹ | —                   | ۶۱°۴۸′شمالی ۶°۰۶′غربی / ۶۱٫۸°شمالی ۶٫۱°غربی     | —                      |                 | [ ۱ ]    |
| ۶ اوت ۲۷۸      | ۰۲:۵۵:۲۷           | ۹۸         | جزئی   | ۰٫۶۳۰۸ | —                   | ۶۲°۱۸′جنوبی ۱۱۶°۰۶′شرقی / ۶۲٫۳°جنوبی ۱۱۶٫۱°شرقی | —                      |                 | [ ۱ ]    |
| ۳۱ دسامبر ۲۷۸  | ۱۰:۴۱:۵۲           | ۶۵         | کامل   | ۱٫۰۲۹۰ | ۰۱ دقیقه و ۳۲ ثانیه | ۷۹°۲۴′جنوبی ۱۷۰°۴۸′شرقی / ۷۹٫۴°جنوبی ۱۷۰٫۸°شرقی | ۳۱۶ کیلومتر (۱۹۶ مایل) |                 | [ ۱ ]    |
| ۲۶ ژوئیه ۲۷۹   | ۱۵:۴۱:۱۷           | ۷۰         | حلقه‌ای | ۰٫۹۴۱۰ | ۰۴ دقیقه و ۲۰ ثانیه | ۸۰°۱۸′شمالی ۱۵°۴۲′شرقی / ۸۰٫۳°شمالی ۱۵٫۷°شرقی   | ۴۲۳ کیلومتر (۲۶۳ مایل) |                 | [ ۱ ]    |
| ۲۱ دسامبر ۲۷۹  | ۰۲:۲۶:۲۷           | ۷۵         | کامل   | ۱٫۰۴۰۶ | ۰۳ دقیقه و ۲۱ ثانیه | ۴۰°۰۶′جنوبی ۱۷۸°۳۶′شرقی / ۴۰٫۱°جنوبی ۱۷۸٫۶°شرقی | ۱۴۲ کیلومتر (۸۸ مایل)  |                 | [ ۱ ]    |
| ۱۴ ژوئیه ۲۸۰   | ۱۷:۱۵:۴۹           | ۸۰         | حلقه‌ای | ۰٫۹۷۱۸ | ۰۳ دقیقه و ۱۸ ثانیه | ۲۸°۰۰′شمالی ۴۷°۰۰′غربی / ۲۸٫۰°شمالی ۴۷٫۰°غربی   | ۱۰۲ کیلومتر (۶۳ مایل)  |                 | [ ۱ ]    |
| ۹ دسامبر ۲۸۰   | ۱۵:۵۱:۳۷           | ۸۵         | حلقه‌ای | ۰٫۹۹۵۵ | ۰۰ دقیقه و ۳۰ ثانیه | ۱°۰۶′شمالی ۲۶°۱۸′غربی / ۱٫۱°شمالی ۲۶٫۳°غربی     | ۱۷ کیلومتر (۱۱ مایل)   |                 | [ ۱ ]    |
| ۴ ژوئیه ۲۸۱    | ۰۱:۱۱:۰۰           | ۹۰         | کامل   | ۱٫۰۲۰۵ | ۰۲ دقیقه و ۰۸ ثانیه | ۲۱°۴۲′جنوبی ۱۶۵°۰۶′غربی / ۲۱٫۷°جنوبی ۱۶۵٫۱°غربی | ۹۷ کیلومتر (۶۰ مایل)   |                 | [ ۱ ]    |
| ۲۸ نوامبر ۲۸۱  | ۲۲:۵۲:۱۳           | ۹۵         | جزئی   | ۰٫۷۰۳۸ | —                   | ۶۷°۵۴′شمالی ۱۲۱°۴۸′غربی / ۶۷٫۹°شمالی ۱۲۱٫۸°غربی | —                      |                 | [ ۱ ]    |
| ۲۵ آوریل ۲۸۲   | ۰۸:۵۰:۰۶           | ۶۲         | جزئی   | ۰٫۸۱۲۸ | —                   | ۷۰°۴۲′شمالی ۵۲°۰۶′غربی / ۷۰٫۷°شمالی ۵۲٫۱°غربی   | —                      |                 | [ ۱ ]    |
| ۲۴ مه ۲۸۲      | ۱۵:۴۱:۳۳           | ۱۰۰        | جزئی   | ۰٫۲۴۹۵ | —                   | ۶۸°۲۴′جنوبی ۷°۴۲′غربی / ۶۸٫۴°جنوبی ۷٫۷°غربی     | —                      |                 | [ ۱ ]    |
| ۱۹ اکتبر ۲۸۲   | ۰۴:۰۹:۴۵           | ۶۷         | جزئی   | ۰٫۶۲۰۲ | —                   | ۷۱°۱۸′جنوبی ۲۵°۳۰′شرقی / ۷۱٫۳°جنوبی ۲۵٫۵°شرقی   | —                      |                 | [ ۱ ]    |
| ۱۵ آوریل ۲۸۳   | ۰۱:۳۲:۵۴           | ۷۲         | کامل   | ۱٫۰۵۳۷ | ۰۴ دقیقه و ۳۲ ثانیه | ۳۱°۴۸′شمالی ۱۷۸°۱۸′غربی / ۳۱٫۸°شمالی ۱۷۸٫۳°غربی | ۱۹۳ کیلومتر (۱۲۰ مایل) |                 | [ ۱ ]    |
| ۸ اکتبر ۲۸۳    | ۰۶:۵۱:۰۰           | ۷۷         | حلقه‌ای | ۰٫۹۶۶۹ | ۰۳ دقیقه و ۲۴ ثانیه | ۳۲°۰۶′جنوبی ۹۷°۳۶′شرقی / ۳۲٫۱°جنوبی ۹۷٫۶°شرقی   | ۱۳۴ کیلومتر (۸۳ مایل)  |                 | [ ۱ ]    |
| ۳ آوریل ۲۸۴    | ۱۴:۰۱:۳۶           | ۸۲         | حلقه‌ای | ۰٫۹۹۸۰ | ۰۰ دقیقه و ۱۳ ثانیه | ۱۵°۱۲′جنوبی ۹°۱۸′شرقی / ۱۵٫۲°جنوبی ۹٫۳°شرقی     | ۷ کیلومتر (۴٫۳ مایل)   |                 | [ ۱ ]    |
| ۲۶ سپتامبر ۲۸۴ | ۱۶:۵۸:۵۲           | ۸۷         | کامل   | ۱٫۰۲۶۳ | ۰۲ دقیقه و ۳۱ ثانیه | ۱۳°۳۶′شمالی ۳۹°۲۴′غربی / ۱۳٫۶°شمالی ۳۹٫۴°غربی   | ۹۲ کیلومتر (۵۷ مایل)   |                 | [ ۱ ]    |
| ۲۳ مارس ۲۸۵    | ۱۹:۱۲:۲۸           | ۹۲         | جزئی   | ۰٫۶۹۸۹ | —                   | ۷۱°۵۴′جنوبی ۱۲°۲۴′شرقی / ۷۱٫۹°جنوبی ۱۲٫۴°شرقی   | —                      |                 | [ ۱ ]    |
| ۱۶ سپتامبر ۲۸۵ | ۰۸:۲۱:۰۲           | ۹۷         | کامل   | ۱٫۰۴۷۵ | ۰۲ دقیقه و ۵۱ ثانیه | ۶۷°۲۴′شمالی ۱۳۵°۲۴′شرقی / ۶۷٫۴°شمالی ۱۳۵٫۴°شرقی | ۵۳۱ کیلومتر (۳۳۰ مایل) |                 | [ ۱ ]    |
| ۱۱ فوریه ۲۸۶   | ۰۲:۳۷:۱۷           | ۶۴         | جزئی   | ۰٫۸۳۸۲ | —                   | ۷۰°۳۰′شمالی ۱۳۲°۴۸′شرقی / ۷۰٫۵°شمالی ۱۳۲٫۸°شرقی | —                      |                 | [ ۱ ]    |
| ۷ اوت ۲۸۶      | ۱۴:۵۹:۲۸           | ۶۹         | کامل   | ۱٫۰۱۶۱ | ۰۱ دقیقه و ۱۵ ثانیه | ۵۵°۰۶′جنوبی ۳۰°۴۲′غربی / ۵۵٫۱°جنوبی ۳۰٫۷°غربی   | ۱۹۴ کیلومتر (۱۲۱ مایل) |                 | [ ۱ ]    |
| ۳۱ ژانویه ۲۸۷  | ۰۸:۰۳:۰۵           | ۷۴         | حلقه‌ای | ۰٫۹۸۸۶ | ۰۱ دقیقه و ۱۸ ثانیه | ۰°۴۲′شمالی ۹۲°۳۶′شرقی / ۰٫۷°شمالی ۹۲٫۶°شرقی     | ۴۲ کیلومتر (۲۶ مایل)   |                 | [ ۱ ]    |
| ۲۸ ژوئیه ۲۸۷   | ۰۰:۰۸:۳۸           | ۷۹         | حلقه‌ای | ۰٫۹۷۵۴ | ۰۳ دقیقه و ۰۴ ثانیه | ۶°۵۴′شمالی ۱۵۰°۴۲′غربی / ۶٫۹°شمالی ۱۵۰٫۷°غربی   | ۹۰ کیلومتر (۵۶ مایل)   |                 | [ ۱ ]    |
| ۲۰ ژانویه ۲۸۸  | ۲۰:۲۲:۴۵           | ۸۴         | کامل   | ۱٫۰۳۶۲ | ۰۲ دقیقه و ۵۷ ثانیه | ۴۳°۲۴′جنوبی ۸۵°۴۸′غربی / ۴۳٫۴°جنوبی ۸۵٫۸°غربی   | ۱۳۳ کیلومتر (۸۳ مایل)  |                 | [ ۱ ]    |
| ۱۶ ژوئیه ۲۸۸   | ۰۲:۲۹:۰۷           | ۸۹         | حلقه‌ای | ۰٫۹۴۴۱ | ۰۵ دقیقه و ۲۶ ثانیه | ۵۴°۵۴′شمالی ۱۷۹°۱۸′شرقی / ۵۴٫۹°شمالی ۱۷۹٫۳°شرقی | ۲۴۷ کیلومتر (۱۵۳ مایل) |                 | [ ۱ ]    |
| ۹ ژانویه ۲۸۹   | ۱۲:۰۶:۲۷           | ۹۴         | جزئی   | ۰٫۹۰۵۷ | —                   | ۶۷°۴۲′جنوبی ۱۵۴°۱۸′غربی / ۶۷٫۷°جنوبی ۱۵۴٫۳°غربی | —                      |                 | [ ۱ ]    |
| ۵ ژوئیه ۲۸۹    | ۱۴:۲۰:۰۴           | ۶۱         | جزئی   | ۰٫۱۱۴۹ | —                   | ۶۴°۱۸′جنوبی ۲۵°۳۶′شرقی / ۶۴٫۳°جنوبی ۲۵٫۶°شرقی   | —                      |                 | [ ۱ ]    |
| ۵ ژوئیه ۲۸۹    | ۰۳:۱۸:۰۰           | ۹۹         | جزئی   | ۰٫۴۷۵۴ | —                   | ۶۶°۵۴′شمالی ۱۶°۰۰′غربی / ۶۶٫۹°شمالی ۱۶٫۰°غربی   | —                      |                 | [ ۱ ]    |
| ۳۰ نوامبر ۲۸۹  | ۱۳:۱۵:۰۶           | ۶۶         | جزئی   | ۰٫۹۳۰۷ | —                   | ۶۳°۴۸′شمالی ۴۶°۱۸′شرقی / ۶۳٫۸°شمالی ۴۶٫۳°شرقی   | —                      |                 | [ ۱ ]    |
| ۲۶ مه ۲۹۰      | ۰۰:۱۷:۵۸           | ۷۱         | کامل   | ۱٫۰۳۶۵ | ۰۳ دقیقه و ۳۲ ثانیه | ۱۸°۴۸′جنوبی ۱۴۲°۲۴′غربی / ۱۸٫۸°جنوبی ۱۴۲٫۴°غربی | ۱۶۲ کیلومتر (۱۰۱ مایل) |                 | [ ۱ ]    |
| ۱۹ نوامبر ۲۹۰  | ۱۸:۰۷:۵۵           | ۷۶         | حلقه‌ای | ۰٫۹۳۰۷ | ۰۸ دقیقه و ۵۶ ثانیه | ۰°۱۸′شمالی ۵۵°۴۸′غربی / ۰٫۳°شمالی ۵۵٫۸°غربی     | ۲۷۶ کیلومتر (۱۷۱ مایل) |                 | [ ۱ ]    |
| ۱۵ مه ۲۹۱      | ۱۶:۰۰:۰۴           | ۸۱         | کامل   | ۱٫۰۷۸۱ | ۰۶ دقیقه و ۲۴ ثانیه | ۲۴°۴۲′شمالی ۳۱°۴۸′غربی / ۲۴٫۷°شمالی ۳۱٫۸°غربی   | ۲۵۴ کیلومتر (۱۵۸ مایل) |                 | [ ۱ ]    |
| ۸ نوامبر ۲۹۱   | ۱۷:۲۹:۴۷           | ۸۶         | حلقه‌ای | ۰٫۹۱۸۶ | ۰۹ دقیقه و ۰۰ ثانیه | ۳۴°۱۲′جنوبی ۶۲°۱۲′غربی / ۳۴٫۲°جنوبی ۶۲٫۲°غربی   | ۳۲۵ کیلومتر (۲۰۲ مایل) |                 | [ ۱ ]    |
| ۴ مه ۲۹۲       | ۰۹:۰۸:۳۷           | ۹۱         | کامل   | ۱٫۰۵۸۶ | ۰۳ دقیقه و ۲۹ ثانیه | ۶۳°۵۴′شمالی ۲۴°۱۲′شرقی / ۶۳٫۹°شمالی ۲۴٫۲°شرقی   | ۳۶۴ کیلومتر (۲۲۶ مایل) |                 | [ ۱ ]    |
| ۲۷ اکتبر ۲۹۲   | ۱۸:۳۶:۴۹           | ۹۶         | حلقه‌ای | ۰٫۹۳۸۲ | ۰۳ دقیقه و ۵۰ ثانیه | ۶۳°۳۶′جنوبی ۱۷۷°۰۰′غربی / ۶۳٫۶°جنوبی ۱۷۷٫۰°غربی | —                      |                 | [ ۱ ]    |
| ۲۵ مارس ۲۹۳    | ۱۱:۳۳:۵۷           | ۶۳         | جزئی   | ۰٫۸۸۴۲ | —                   | ۶۰°۴۲′جنوبی ۱۲۶°۴۸′شرقی / ۶۰٫۷°جنوبی ۱۲۶٫۸°شرقی | —                      |                 | [ ۱ ]    |
| ۱۷ سپتامبر ۲۹۳ | ۱۵:۵۷:۵۰           | ۶۸         | جزئی   | ۰٫۸۶۲۴ | —                   | ۶۰°۵۴′شمالی ۶۵°۰۶′شرقی / ۶۰٫۹°شمالی ۶۵٫۱°شرقی   | —                      |                 | [ ۱ ]    |
| ۱۴ مارس ۲۹۴    | ۱۴:۴۴:۴۳           | ۷۳         | حلقه‌ای | ۰٫۹۳۸۵ | ۰۶ دقیقه و ۴۳ ثانیه | ۱۹°۳۰′جنوبی ۳°۳۰′شرقی / ۱۹٫۵°جنوبی ۳٫۵°شرقی     | ۲۴۰ کیلومتر (۱۵۰ مایل) |                 | [ ۱ ]    |
| ۷ سپتامبر ۲۹۴  | ۰۸:۰۶:۲۹           | ۷۸         | کامل   | ۱٫۰۶۲۱ | ۰۴ دقیقه و ۴۸ ثانیه | ۲۵°۱۲′شمالی ۱۰۱°۰۰′شرقی / ۲۵٫۲°شمالی ۱۰۱٫۰°شرقی | ۲۱۸ کیلومتر (۱۳۵ مایل) |                 | [ ۱ ]    |
| ۳ مارس ۲۹۵     | ۱۴:۳۷:۱۴           | ۸۳         | حلقه‌ای | ۰٫۹۳۹۳ | ۰۶ دقیقه و ۵۲ ثانیه | ۱۳°۳۰′شمالی ۱۴°۵۴′غربی / ۱۳٫۵°شمالی ۱۴٫۹°غربی   | ۲۴۲ کیلومتر (۱۵۰ مایل) |                 | [ ۱ ]    |
| ۲۷ اوت ۲۹۵     | ۲۳:۳۹:۳۵           | ۸۸         | کامل   | ۱٫۰۳۳۸ | ۰۳ دقیقه و ۰۳ ثانیه | ۸°۱۲′جنوبی ۱۵۲°۰۶′غربی / ۸٫۲°جنوبی ۱۵۲٫۱°غربی   | ۱۲۱ کیلومتر (۷۵ مایل)  |                 | [ ۱ ]    |
| ۲۰ فوریه ۲۹۶   | ۱۸:۴۰:۵۲           | ۹۳         | جزئی   | ۰٫۸۱۷۷ | —                   | ۶۱°۱۸′شمالی ۱۳۳°۲۴′غربی / ۶۱٫۳°شمالی ۱۳۳٫۴°غربی | —                      |                 | [ ۱ ]    |
| ۱۶ اوت ۲۹۶     | ۱۰:۰۸:۳۶           | ۹۸         | جزئی   | ۰٫۷۲۸۸ | —                   | ۶۱°۴۲′جنوبی ۱°۵۴′غربی / ۶۱٫۷°جنوبی ۱٫۹°غربی     | —                      |                 | [ ۱ ]    |
| ۱۰ ژانویه ۲۹۷  | ۱۹:۲۶:۴۳           | ۶۵         | کامل   | ۱٫۰۳۱۸ | ۰۱ دقیقه و ۴۰ ثانیه | ۷۵°۳۰′جنوبی ۳۰°۱۲′شرقی / ۷۵٫۵°جنوبی ۳۰٫۲°شرقی   | ۳۶۴ کیلومتر (۲۲۶ مایل) |                 | [ ۱ ]    |
| ۶ ژوئیه ۲۹۷    | ۲۲:۰۵:۳۹           | ۷۰         | حلقه‌ای | ۰٫۹۳۷۳ | ۰۴ دقیقه و ۱۲ ثانیه | ۷۸°۴۸′شمالی ۱۵°۰۶′غربی / ۷۸٫۸°شمالی ۱۵٫۱°غربی   | ۶۸۸ کیلومتر (۴۲۸ مایل) |                 | [ ۱ ]    |
| ۳۱ دسامبر ۲۹۷  | ۱۱:۱۵:۰۴           | ۷۵         | کامل   | ۱٫۰۴۰۴ | ۰۳ دقیقه و ۱۹ ثانیه | ۳۹°۴۲′جنوبی ۴۸°۵۴′شرقی / ۳۹٫۷°جنوبی ۴۸٫۹°شرقی   | ۱۴۱ کیلومتر (۸۸ مایل)  |                 | [ ۱ ]    |
| ۲۵ ژوئیه ۲۹۸   | ۲۳:۵۳:۳۱           | ۸۰         | حلقه‌ای | ۰٫۹۷۳۶ | ۰۲ دقیقه و ۵۵ ثانیه | ۳۲°۵۴′شمالی ۱۴۵°۲۴′غربی / ۳۲٫۹°شمالی ۱۴۵٫۴°غربی | ۹۶ کیلومتر (۶۰ مایل)   |                 | [ ۱ ]    |
| ۲۱ دسامبر ۲۹۸  | ۰۰:۲۹:۲۱           | ۸۵         | حلقه‌ای | ۰٫۹۹۳۲ | ۰۰ دقیقه و ۴۶ ثانیه | ۰°۳۰′شمالی ۱۵۷°۰۶′غربی / ۰٫۵°شمالی ۱۵۷٫۱°غربی   | ۲۶ کیلومتر (۱۶ مایل)   |                 | [ ۱ ]    |
| ۱۵ ژوئیه ۲۹۹   | ۰۸:۱۵:۲۴           | ۹۰         | کامل   | ۱٫۰۲۵۱ | ۰۲ دقیقه و ۴۰ ثانیه | ۱۴°۳۶′جنوبی ۸۵°۳۶′شرقی / ۱۴٫۶°جنوبی ۸۵٫۶°شرقی   | ۱۰۸ کیلومتر (۶۷ مایل)  |                 | [ ۱ ]    |
| ۱۰ دسامبر ۲۹۹  | ۰۷:۰۷:۱۶           | ۹۵         | جزئی   | ۰٫۷۰۳۷ | —                   | ۶۶°۴۸′شمالی ۱۰۲°۴۲′شرقی / ۶۶٫۸°شمالی ۱۰۲٫۷°شرقی | —                      |                 | [ ۱ ]    |
| ۵ مه ۳۰۰       | ۱۶:۲۳:۴۲           | ۶۲         | جزئی   | ۰٫۶۸۴۶ | —                   | ۶۹°۵۴′شمالی ۱۷۸°۵۴′غربی / ۶۹٫۹°شمالی ۱۷۸٫۹°غربی | —                      |                 | [ ۱ ]    |
| ۳ ژوئیه ۳۰۰    | ۲۳:۰۵:۰۱           | ۱۰۰        | جزئی   | ۰٫۳۹۲۹ | —                   | ۶۷°۲۴′جنوبی ۱۳۰°۳۶′غربی / ۶۷٫۴°جنوبی ۱۳۰٫۶°غربی | —                      |                 | [ ۱ ]    |
| ۲۹ اکتبر ۳۰۰   | ۱۲:۰۰:۵۴           | ۶۷         | جزئی   | ۰٫۵۹۷۳ | —                   | ۷۰°۳۶′جنوبی ۱۰۶°۲۴′غربی / ۷۰٫۶°جنوبی ۱۰۶٫۴°غربی | —                      |                 | [ ۱ ]    |